# 1943 год в литературе

## Премии

### Международные
- Нобелевская премия по литературе — не присуждалась

### СССР
- Сталинская премия в области литературы:
  - Художественная проза:
    - Первая степень: Алексей Толстой (трилогия «Хождение по мукам»), Ванда Василевская (повесть «Радуга»).
    - Вторая степень: Павел Бажов (книга «Малахитовая шкатулка»), Леонид Соболев (сборник рассказов «Морская душа»).

  - Поэзия:
    - Первая степень: Максим Рыльский (сборники стихов «Слово про рідну матір», «Світова зоря», «Світла зброя» и поэма «Мандрівка в молодість»), Михаил Исаковский (тексты общеизвестных песен).
    - Вторая степень: Маргарита Алигер (поэма «Зоя»).

  - Драматургия:
    - Первая степень: Александр Корнейчук (пьеса «Фронт»), Леонид Леонов (пьеса «Нашествие»).
    - Вторая степень: Константин Симонов (пьеса «Русские люди»).

### США
- Пулитцеровская премия:
  - в категории «Художественное произведение, написанное американским писателем» — Эптон Синклер, «Зубы дракона»
  - в категории «Драматическое произведения для театра» — Торнтон Уайлдер, «На волосок от гибели»
  - в категории «Поэзия» — Роберт Фрост, сборник стихов «Дерево-свидетель»

### Франция
- Гонкуровская премия — Мориус Гру, «Переход человека»
- Премия Ренодо — Андре Субиран, J'étais médecin avec les chars
- Премия Фемина — не присуждалась

## Книги

### Романы
- «Апостол» — роман Шолома Аша.
- «Ведомство страха» — роман Грэма Грина.
- «Игра в биссер» — последний роман Германа Гессе.
- «Летний круиз» — роман Трумена Капоте.
- «Она умерла как леди» — роман Джона Карра.

### Малая проза
- «Гремлины» — детская книга Роальда Даля.
- «Маленький принц» — сказка Антуана де Сент-Экзюпери.
- «Девочка из города» — повесть Любови Воронковой.
- «Волоколамское шоссе» — повесть Александра Бека.

### Пьесы
- Добродетельная шлюха — пьеса Жана-Поля Сартра.
- И никого не стало — пьеса Агаты Кристи.
- Швейк во Второй мировой войне — пьеса Бертольта Брехта.

### Поэзия
- Поэма без героя — поэма Анны Ахматовой.
- «Ди бройне бестие» («Коричневая бестия») — поэтический сборник Лейзера Вольфа.
- «Последний человек» («The Last Man») — поэтический сборник Уэлдона Киса

## Родились
- 20 марта — Алисе Виейра, португальская писательница.
- 30 апреля — Пол Дженнингс, австралийский писатель.
- 7 мая — Питер Кэри, австралийский писатель, лауреат Букеровской премии.
- 16 июля — Рейнальдо Аренас, кубинский поэт и драматург.
- 6 ноября — Саша Соколов, русский писатель.

## Скончались
- 14 марта — Питер Корнелис Баутенс, нидерландский поэт и переводчик (род. в 1870).
- 2 апреля – Аман-Дурды Аламышев, туркменский советский поэт, переводчик (род. в 1904).
- 28 июля — Беатрис Поттер, британская писательница (родилась в 1866).